# کالین بالینگر
کالین بالینگر (انگلیسی: Colleen Ballinger؛ زادهٔ ۲۱ نوامبر ۱۹۸۶) خواننده، یوتیوبر، بازیگر، روزنامه‌نگار، نویسنده، فیلم‌نامه‌نویس، بازیگر تلویزیون، و تهیه‌کننده تلویزیونی اهل ایالات متحده آمریکا است.